# Humanitas
L'humanitas è un valore etico nato e affermatosi nel Circolo degli Scipioni, con il quale si sostenevano gli ideali di attenzione e cura benevola tra gli uomini.
Isaak Heinemann, filologo e professore di letteratura classica e ellenistica, ha sintetizzato in un suo studio i vari aspetti che il concetto di humanitas ha avuto nel suo sviluppo storico:
- un primo significato accosta il termine di humanitas a quello greco di filantropia, intesa come comprensione e assistenza verso quelli che riconosciamo come nostri simili. La fonte di questo concetto è lo stoicismo, secondo il quale la natura comune di tutti gli uomini li sottopone ad un'unica legge e ad un ideale universale di giustizia, rendendoli cittadini del mondo.
- Humanitas acquista poi il valore di educazione al possesso di una cultura, nella quale confluisce l'eredità culturale passata, che distingue l'uomo dagli animali. La formazione nelle arti liberali non rimane fine a se stessa ma si traduce nella volontà di far progredire l'umanità. Ratio e oratio, secondo Cicerone, sono accomunati in un modello ideale di uomo che usa le sue doti intellettuali per affascinare le masse con il ben parlare[2].
- Una terza caratteristica dell'humanitas latina è quella estetica, per cui l'uomo dotato di humanitas è un individuo ben educato, raffinato e dotato di buoni sentimenti, che sappia vivere con decoro.
- ll concetto di humanitas (termine latino che incontriamo per la prima volta nelle opere di Cicerone, col quale assumerà il significato più pieno di “rispetto dell’uomo in quanto tale”) circolava già nei testi di Plauto e, in modo più specifico, in quelli di Terenzio.

## L'humanitasdel "Circolo degli Scipioni"

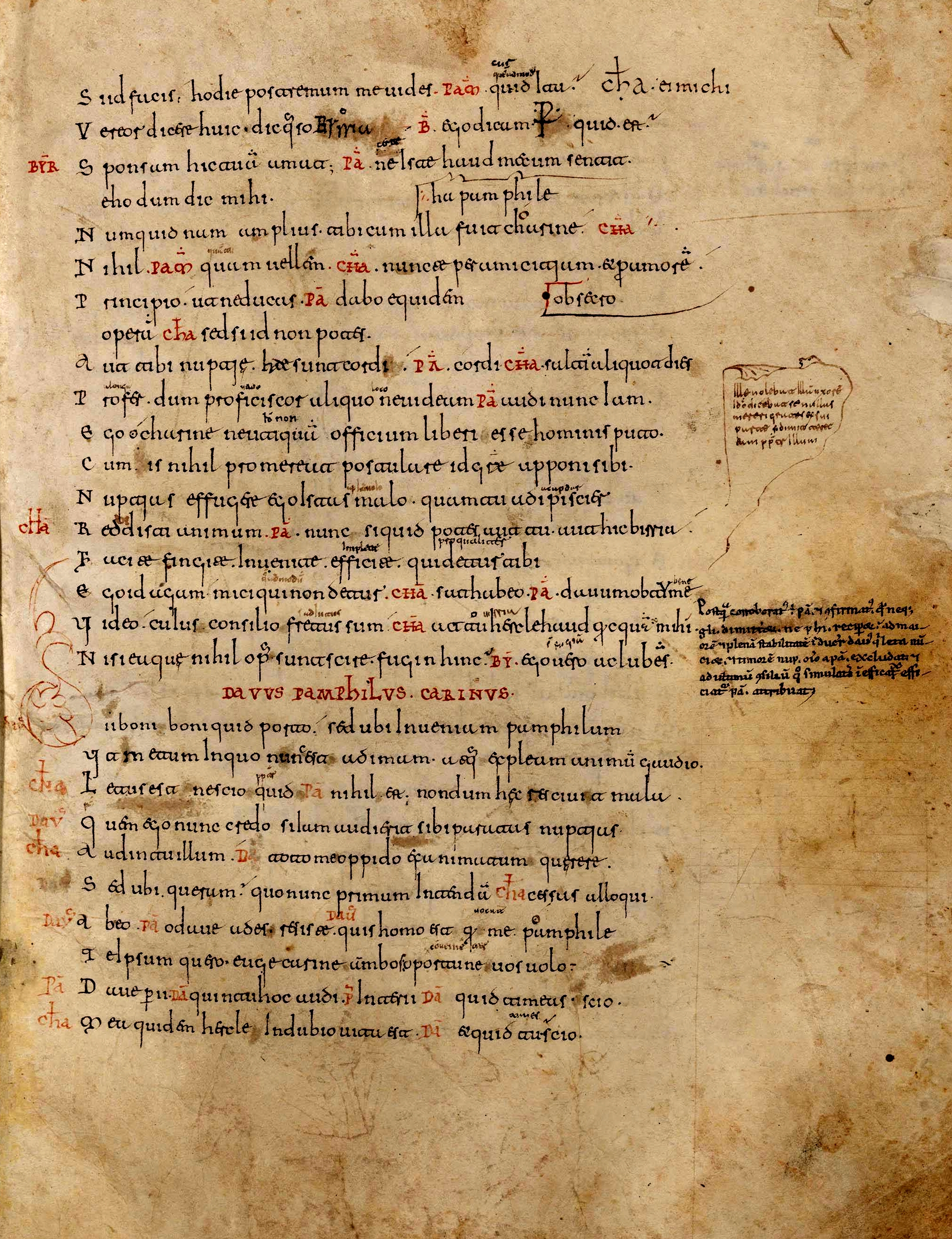
Terenzio, Commedie, manoscritto dell'XI secolo contenente anche l'Heautontimorumenos. 96 fogli in pergamena, conservato nella Biblioteca Nazionale di Spagna, classificato Vitr/5/4.

Il concetto di humanitas ha la sua implicita formulazione nell'opera letteraria di Terenzio, autore di teatro che rifacendosi alla tradizione menandrea elabora ulteriormente la funzione etica nel dramma teatrale, e sviluppa in modo approfondito i rapporti interpersonali e i caratteri psicologici dei suoi personaggi. In particolare il concetto viene espresso nella sua commedia Heautontimorumenos ("Il punitore di se stesso") del 165 a.C., dove il personaggio Cremete si accorge che un altro protagonista della commedia, Menedemo, sta attraversando un periodo della vita travagliato, ma al tentativo di Cremete di conoscere i motivi del suo disagio lo invita a non occuparsi di fatti che non lo riguardano. Cremete allora obietta che è suo dovere e diritto di uomo interessarsi degli altri uomini e di cercare di sollevarli dal dolore poiché
In questo modo 
Svetonio, autore di una Vita di Terenzio, descrive l'ambiente storico culturale che avrebbe generato il principio dell'humanitas di Terenzio. Quest'ultimo era divenuto, con la sua frequentazione del "Circolo degli Scipioni", una sorta di portavoce dei nuovi valori politici filoellenici che, dopo la conquista del Mediterraneo, diffondono la cultura greca negli ambienti altolocati romani. Qui compaiono personaggi come lo storico greco Polibio (ca 202-120 a.C.) e successivamente il filosofo Panezio di Rodi (185-110 a.C.) i quali, mettendo in contatto il mondo spirituale romano con la filosofia ellenica, si fanno banditori di un nuovo sistema politico, al quale si oppone decisamente il tradizionalista Catone il Censore. L'humanitas del circolo degli Scipioni vuole incarnarsi invece nella nuova virtus del Romano portatore di un compito morale e politico da realizzare con il dominio universale di Roma, che ha la missione di proteggere tutte le genti ed assicurare loro la pace e la giustizia.

## L'humanitasgià presente nella classe politica romana

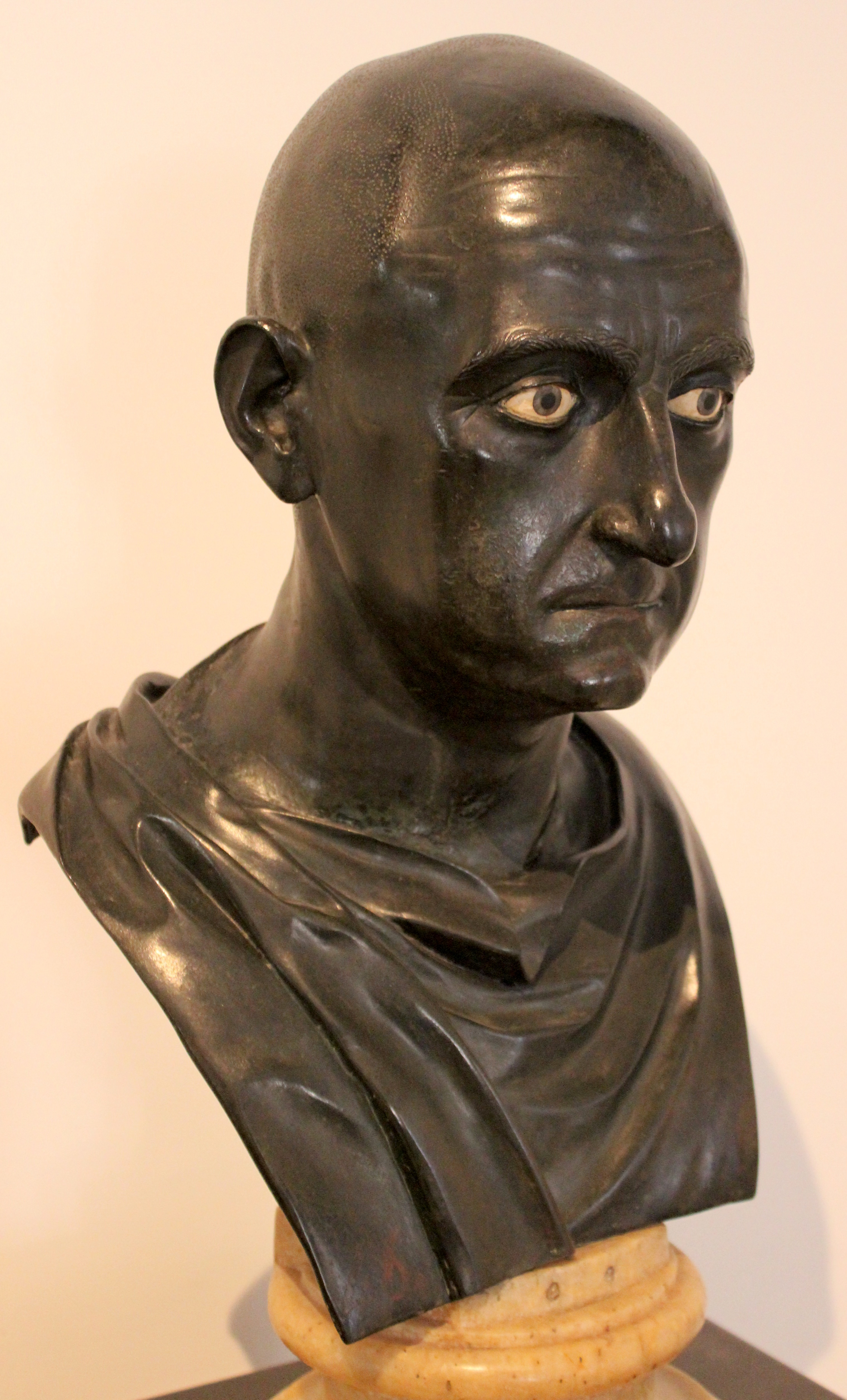
Scipione l'Africano

In realtà gli intellettuali romani, affascinati dalla cultura greca, cercavano di nobilitare quella romana senza rinunciare a quei valori che avevano reso grande Roma. Essi progettavano una fusione tra gli ideali di perfezione, armonia e sviluppo delle doti umane propri della civiltà greca e i tradizionali valori dell'aristocrazia latifondista romana: il mos maiorum, i costumi degli antenati, il senso di legalità, severità, austerità, frugalità e compostezza di comportamenti energici e ispirati alla virtus la cui purezza era strenuamente difesa da Catone il censore.
La classe politica che aveva progettato e realizzato la conquista romana del Mediterraneo orientale aveva già colto e apprezzato le novità politiche e culturali della cultura ellenistica prima ancora che queste trovassero espressione nel "Circolo degli Scipioni". Ad esempio fin da Alessandro Magno e poi dai Tolomei e dai Seleucidi la propaganda politica si serviva di aspetti formali religiosi come elementi per rafforzare il potere politico, e non era un caso che Scipione l'Africano si intrattenesse per lungo tempo nel tempio di Giove Capitolino per diffondere la voce che egli discutesse con il suo divino padre.
Gli aristocratici romani poi avevano utilizzato la poesia come strumento di propaganda politica, tanto che spesso i poeti accompagnavano i condottieri con il compito di descrivere liricamente alla maniera ellenistica le loro imprese di guerra: valga l'esempio di Quinto Ennio, al seguito di Marco Fulvio Nobiliore nella sua guerra contro gli Etoli, che per ricordo di quella campagna compose l'Ambracia.

## Humanitas erecte loqui

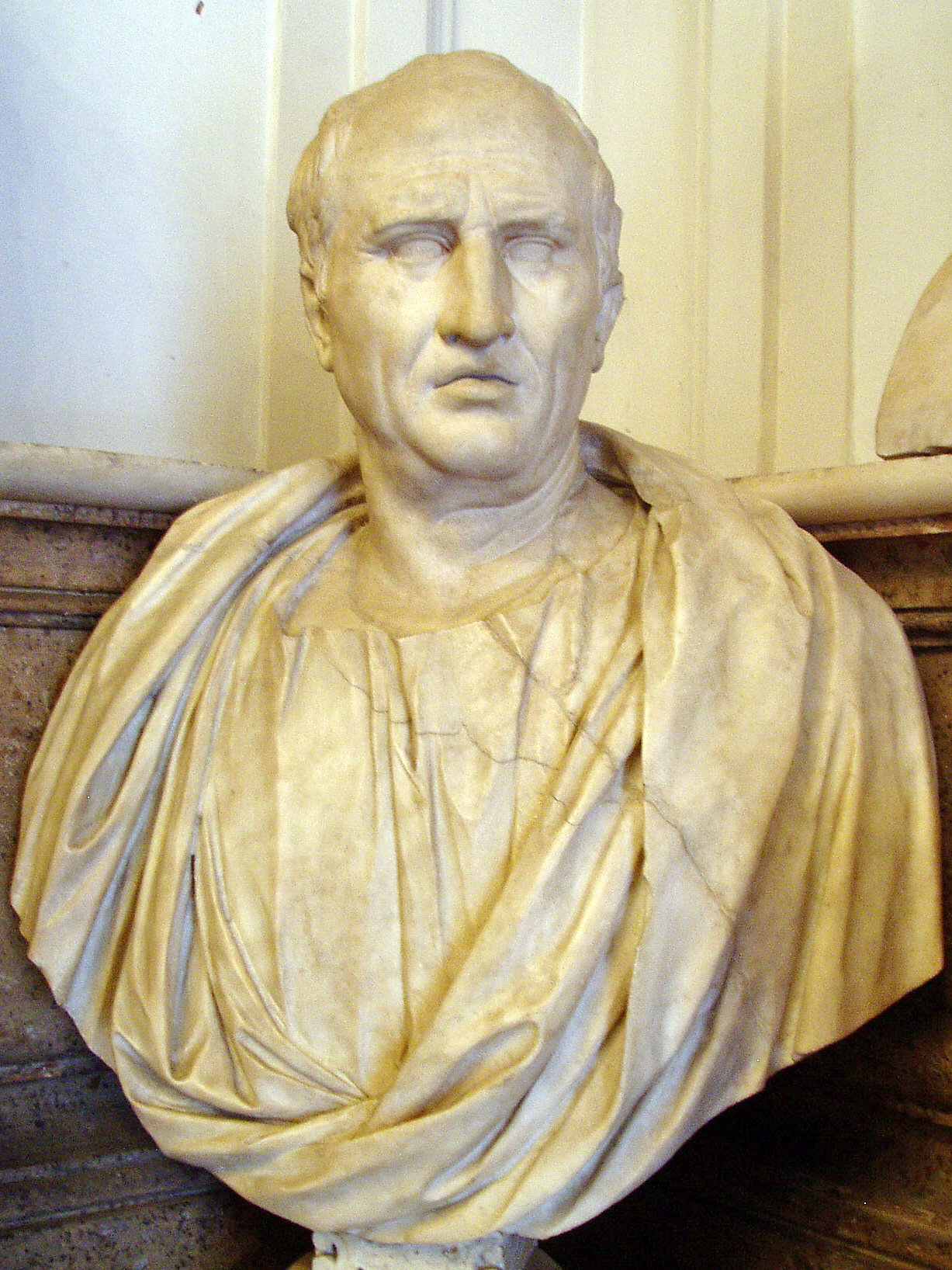
Busto di Cicerone (Musei capitolini)

L'idea che la vita condotta secondo l'ideale della humanitas si dimostri anche con l'arte del parlar bene (recte loqui) si trasmette dal circolo degli Scipioni a Cicerone (106 a.C.-43 a.C.), al quale si deve lo sviluppo dell'ideale umanistico come acquisizione da parte dell'oratore di una cultura enciclopedica che lo renda esperto in tutte le discipline, così che primeggi in omni genere sermonis et humanitatis ("in ogni specie di conversazione e in tutto ciò che riguarda l'uomo"): in omni recto studio atque humanitate ("in ogni studio onesto e in ogni aspetto dello scibile umano"). In questo modo Cicerone elabora per primo il principio fondamentale degli studi umanistici basato su una cultura letteraria che non ha scopi pratici e che non è neppure erudizione ma otium, dedicato a formare un'etica che migliori il cittadino e che esprima un'attività culturale (otium) come autonoma ed avente una sua dignità, non meno dell'attività politica (negotium).
Aulo Gellio (125 ca.–180), scrittore e giurista romano vissuto in epoca imperiale, nel chiarire ulteriormente il significato del termine humanitas lo accosta alla philanthropìa e soprattutto alla paideia dei Greci, da intendersi come eruditio et institutio in bonas artes. Sono dunque massimamente humani non solo coloro che sono stati educati al gusto delle bonae artes ma anche chi semplicemente si sente attratto da esse («quas qui sinceriter percupiunt adpetuntque, hi sunt vel maxime humanissimi»). Per questo non è necessario che chi ha ricevuto un'educazione "umanistica" sia in grado di produrre arte, purché abbia la capacità di apprezzarla e conoscerla: ad esempio, Scipione, uomo «doctissimus atque humanissimus», comprendeva (intelligebat) e apprezzava la manifattura dei vasi di bronzo corinzî; una persona priva di humanitas non sarebbe invece stata in grado di riconoscerne gli aspetti estetici.

## L'humanitasdell'Umanesimo

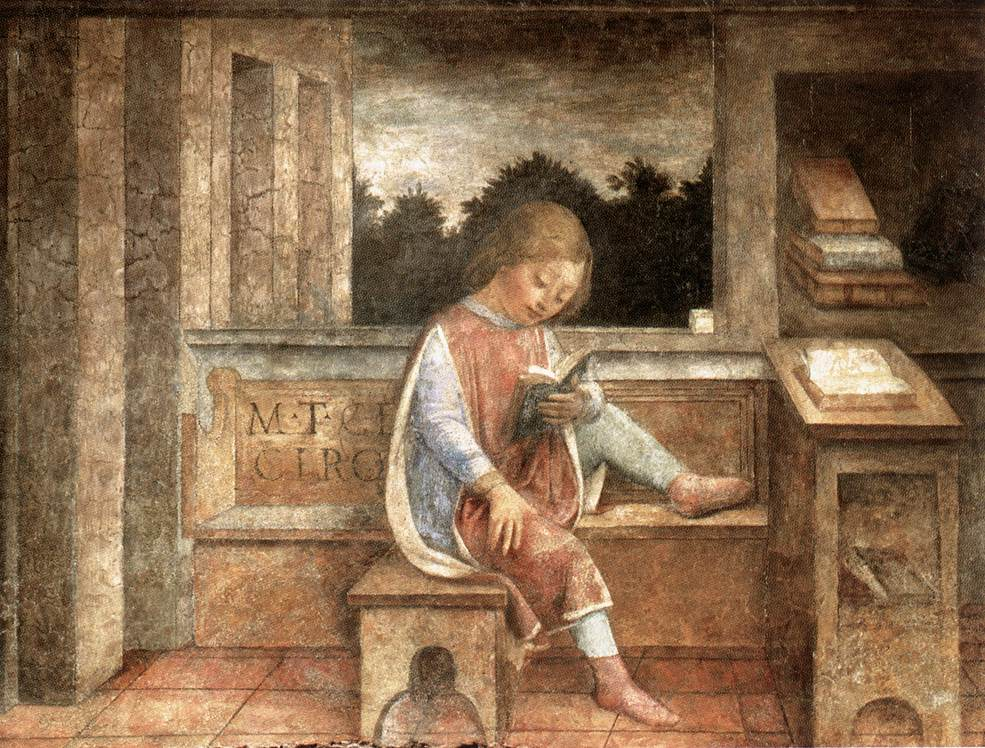
Vincenzo Foppa, Fanciullo che legge Cicerone. Quest'affresco, datato intorno al 1464, proveniva dal Banco Mediceo presente a Milano e denotava la profonda venerazione che si teneva nei confronti del retore e filosofo Marco Tullio Cicerone, ammirato e celebrato quale massimo prosatore latino dagli umanisti.

L'humanitas intesa come paideia, cioè l'idea che nella cultura confluiscano la sapienza degli antichi, le tradizioni letterarie e le istituzioni politiche della storia passata, si ritrova per certi aspetti ripresa nell'Umanesimo, che confluirà nel Rinascimento:
L'ideale dell'humanitas all'interno della cultura filosofica romana, caratterizzata dall'eclettismo, coniugante in sé le varie filosofie ellenistiche, porta all'affermazione ciceroniana del valore etico e pratico della cultura e alla dimensione elitaria ed autosufficiente del saggio proclamata dallo stoico Seneca, idee che si tradurranno, più di mille anni dopo, nella fondazione dell'Umanesimo da parte di Francesco Petrarca.